# Prințesa Pauline de Waldeck și Pyrmont
Prințesa Pauline Emma Auguste Hermine de Waldeck și Pyrmont (germană Pauline Emma Auguste Hermine Prinzessin zu Waldeck und Pyrmont; 19 octombrie 1855 – 3 iulie 1925) a fost membră a Casei de Waldeck și Pyrmont și Prințesă de Waldeck și Pyrmont prin naștere. Prin căsătoria cu Alexis, Prinț de Bentheim și Steinfurt, Pauline a devenit membră a Casei princiare de Bentheim și Steinfurt și Prințesă consort de Bentheim și Steinfurt din 28 septembrie 1890 până la 21 ianuarie 1919.

## Biografie
Pauline s-a născut la Arolsen, în principatul de Waldeck și Pyrmont la 19 octombrie 1855 și a fost al doilea copil al Prințului George Victor de Waldeck și Pyrmont și a primei lui soții, Prințesa Elena de Nassau. Pauline a fost sora mai mare a: Prințesei Marie, Prințesă Moștenitoare de Württemberg, Emma, regină consort a a Țărilor de Jos, Helena, Ducesă de Albany, Friedrich, Prinț de Waldeck și Pyrmont și a Elisabetei, Prințesă de rbach-Schönberg.
La 7 mai 1881, la Arolsen, Pauline s-a căsătorit cu Alexis, Prinț Moștenitor de Bentheim și Steinfurt, al patrulea copil și fiul cel mare al lui Ludwig Wilhelm, Prinț de Bentheim și Steinfurt și a soției acestuia, Bertha de Hesse-Philippsthal-Barchfeld. Pauline și Alexis au avut opt copii:
- Prințul Eberwyn de Bentheim și Steinfurt (10 aprilie 1882 – 31 iulie 1949)[1][2]; s-a căsătorit în 1906 cu Pauline Langenfeld (1884–1970); în 1918 s-a căsătorit cu Ellen Bischoff-Korthaus (1894–1936) și în 1920 s-a căsătoriy pentru a treia oară cu Anne-Louise Husser (1891–1951)
- Viktor Adolf, Prinț de Bentheim și Steinfurt (18 iulie 1883 – 4 iunie 1961)[1][2]; s-a căsătorit în 1920 cu Prințesa Stephanie de Schaumburg-Lippe (1899–1925); în 1931 s-a căsătorit cu Prințesa Rosa Helene de Solms-Hohensolms-Lich (1901–1963)
- Prințul Karl Georg de Bentheim și Steinfurt (10 decembrie 1884 – 14 februarie 1951)[1][2]; s-a căsătorit în 1914 cu Prințesa Margarete de Schönaich-Carolath (1888–1980)
- Prințesa Elisabeta de Bentheim și Steinfurt (12 iulie 1886 – 8 mai 1959)[1][2]
- Prințesa Viktoria de Bentheim și Steinfurt (18 august 1887 – 30 ianuarie 1961)[1][2]
- Prințesa Emma de Bentheim și Steinfurt (19 februarie 1889 – 25 aprilie 1905)[1][2]
- Prințul Alexis Rainer de Bentheim și Steinfurt (16 decembrie 1891 – 30 iunie 1923)[1][2]
- Prințul Friedrich de Bentheim și Steinfurt (27 mai 1894 – 17 mai 1981)[1][2]; s-a căsătorit în 1934 cu Louise von Gülich (1893-1949)